# 临清郡
临清郡，中国南北朝时设置的郡。
东魏武定八年（550年）以盱眙郡改名临清郡，治所在下相县（今江苏省宿迁市西南废黄河南岸古城）。北齐建立后不久废除。
西魏恭帝三年（556年）以寧巴郡改名临清郡，为迁州治所。治所在石鼓县（今四川省宣汉县西南东林乡）。辖境相当今四川省宣汉县西南。北周属于通州。隋文帝开皇三年（583年）废临清郡。所辖石鼓县、临清县归属通州。